# Уолдорф (Мэриленд)
Уолдорф (англ. Waldorf) — некорпоративное сообщество и статистически обособленная местность в округе Чарльз в штате Мэриленд в Соединённых Штатах Америки.
Согласно данным переписи населения США 2020 года число жителей города 
составляло 81 410 человек, что существенно больше, чем было при предыдущей переписи (67 752 человека).

## История
Европейцы и афроамериканцы впервые поселились в этом районе в 1600-х годах. Первоначально поселение называлось Бинтаун, по крайней мере, во времена Гражданской войны в США. В 1880 году Генеральная Ассамблея Мэриленда своим актом изменила название на «Waldorf» в честь Уильяма Уолдорфа Астора (1848–1919), правнука Джона Джейкоба Астора, который родился в городе Вальдорфе (по-английски Вальдорф и Уолдорф пишутся одинаково).
Начиная с четвертой четверти XX века Уолдорф пережил рекордный рост, увеличив свое население в 16 раз. Сейчас это крупнейший коммерческий и жилой район в Южном Мэриленде, а также крупный пригород в столичном районе Вашингтона.
В 1950-х годах Уолдорф стал известен как место проведения азартных игр после того, как в округе Чарльз в 1949 году были легализованы игровые автоматы. Бум продолжался до 1968 года, когда азартные игры снова были запрещены.

## География
Согласно данным Бюро переписи населения США, общая площадь Уолдорфа составляет 36,5 квадратных миль (94,5 км2), из которых 36,2 квадратных миль (93,8 км2) — это суша, а 0,27 квадратных миль (0,7 км2 или 0,7%) — водная поверхность.

## Климат
Климат в этой области характеризуется жарким влажным летом и, как правило, мягкой или холодной зимой. В этом регионе ежегодно выпадает снег, но сильные метели случаются только раз в несколько лет. Согласно системе классификации климата Кёппена, здесь влажный субтропический климат, на климатических картах обозначаемый аббревиатурой «Cfa». В этой области наблюдается сезон тропических штормов/ураганов (с конца августа по сентябрь).
Летом здесь часто бывают грозы, иногда сильные, а в редких случаях на этот район обрушиваются торнадо.